# Renault Scénic I
La Renault Scénic I è la prima generazione della Renault Scénic, un'autovettura monovolume di fascia media prodotta dalla casa automobilistica francese Renault dal 1999 al 2003. Si tratta del restyling della Renault Mégane Scénic, in occasione del quale la vettura cambiò denominazione rinunciando alla dicitura Mégane in modo da distaccarsi dal resto della gamma.

## Storia e profilo

### Debutto
La Mégane Scénic è stata la prima monovolume di taglia media prodotta in Europa. Molte fonti dichiarano che essa fu la prima al mondo, ma ciò non è esatto in quanto già da alcuni anni veniva prodotta la Mitsubishi Space Runner, di pari proporzioni, che fu commercializzata tra l'altro anche in Europa. Precisazioni a parte, la Mégane Scénic riscosse un successo di vendite enorme, ben superiore a quanto gli uomini del marketing Renault di allora si sarebbero mai aspettati. Perciò ai piani alti della Casa della Losanga venne deciso di operare una manovra di distacco della monovolume francese dal resto della gamma Mégane, in maniera tale da dare un'identità più specifica a questa vettura che di fatto sorprese un po' tutto il direttivo Renault. Le specifiche di tale aggiornamento furono già note agli addetti ai lavori della Renault già nella primavera del 1998 e il modello aggiornato fu lanciato nell'autunno del 1999 con la nuova e più semplice denominazione di Scénic.

### Design esterno ed interno

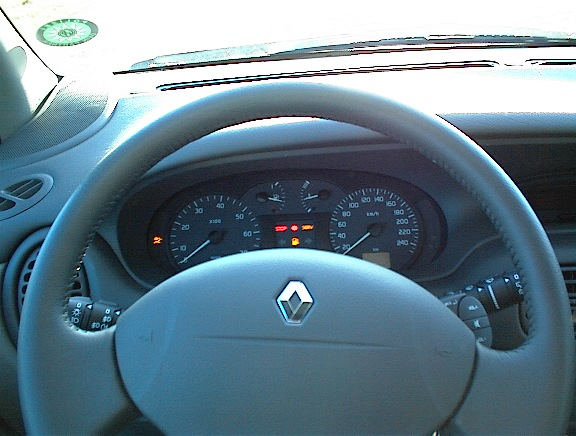
Cruscotto di una Renault Scenic del 2001

La maggior parte degli aggiornamenti stilistici operati nella fase del passaggio da Mégane Scénic a Scénic si ebbero nel frontale, che rinunciò alla discussa calandra a "naso" che non mancò di suscitare anche alcune perplessità presso la critica. In realtà non fu tanto questa la ragione del nuova della calandra quanto la già annunciata volontà di distaccarsi dal resto della gamma Mégane, che tra l'altro proprio in quel periodo stava anch'essa aggiornandosi stilisticamente con un inedito frontale dal nuovo disegno. La Scénic I propose quindi una mascherina più discreta, sia come disegno che come dimensioni, ai lati della quale trovarono posto i due gruppi ottici anteriori di forma squadrata e maggiormente sviluppati in senso verticale. Cambiarono anche le linee dei due paraurti, mentre posteriormente i fari, pur conservando la loro forma originaria, videro ridisegnate le loro grafiche. Un piccolissimo ma significativo dettaglio fu la soppressione della dicitura Mégane dal portellone, esattamente come auspicato in fase di progetto.
Internamente, l'impostazione generale rimase quella già vista nella Mégane Scénic, ma con alcuni aggiornamenti, come ad esempio la presenza di alcuni vani portaoggetti in più, e in particolare quella di un vano refrigerato sotto la console centrale. Sul fronte dell'equipaggiamento di sicurezza, la vettura così aggiornata ricevette anche un impianto frenante maggiorato e un doppio airbag frontale a ritenuta programmata. Un dispositivo insolito per quegli anni, e destinato a un'ampia diffusione molti anni dopo, fu quello relativo al blocco automatico delle portiere una volta superata una soglia di velocità dopo la partenza da fermo. Nel caso della Scénic I, tale soglia fu settata a 7 km/h.
Il bagagliaio era caratterizzato da una capacità di 410 litri con tutti i posti in posizione, ma abbattendo il divanetto posteriore si raggiungevano i 1.800 litri totali.

### Struttura, meccanica e motori
Trattandosi di un restyling, la struttura di base della Scénic I rimase quella già vista nella Mégane Scénic e, più in generale, nell'intera gamma della Mégane I. Vennero così confermate la soluzioni relative all'avantreno di tipo MacPhersoncon molle elicoidali, al retrotreno a ruote interconnesse con barre di torsione e all'impianto frenante, che a quel punto prevedeva freni a disco di serie su tutta la gamma. In precedenza, infatti il retrotreno della Mégane Scénic montava freni a tamburo.
Al suo debutto, la Scénic I fu prevista nelle seguenti motorizzazioni:
- 1.4 16v: previsto solo per alcuni mercati, è un'unità da 1390 cm³ in grado di erogare fino a 95 CV di potenza massima;
- 1.6 16v: nei mercati ove il 1.4 16v non venne previsto, il motore 1.6 16v andò a rappresentare la base della gamma e con i suoi 1598 cm³ di cilindrata raggiunse una potenza massima di 107 CV;
- 2.0 16v: motorizzazione di punta della gamma, consistente in un motore da 1997 cm³ con potenza massima di 140 CV;
- 1.9 D: motore diesel aspirato e ripreso dalla precedente gamma Mégane Scénic: presente solo in alcuni mercati, fu consistente in un'unità da 1870 cm³ con potenza massima di 65 CV;
- 1.9 dTi: derivato dalla precedente unità, ne differì per la presenza della sovralimentazione mediante turbocompressore. Tale motore conservò quindi la cilindrata di 1870 cm³ e venne proposto con potenza di 98 CV.

Una sola la variante di trasmissione prevista di serie, ossia un cambio manuale a 5 marce. Su alcune versioni fu però disponibile a richiesta un cambio automatico a 4 rapporti.

## Evoluzione

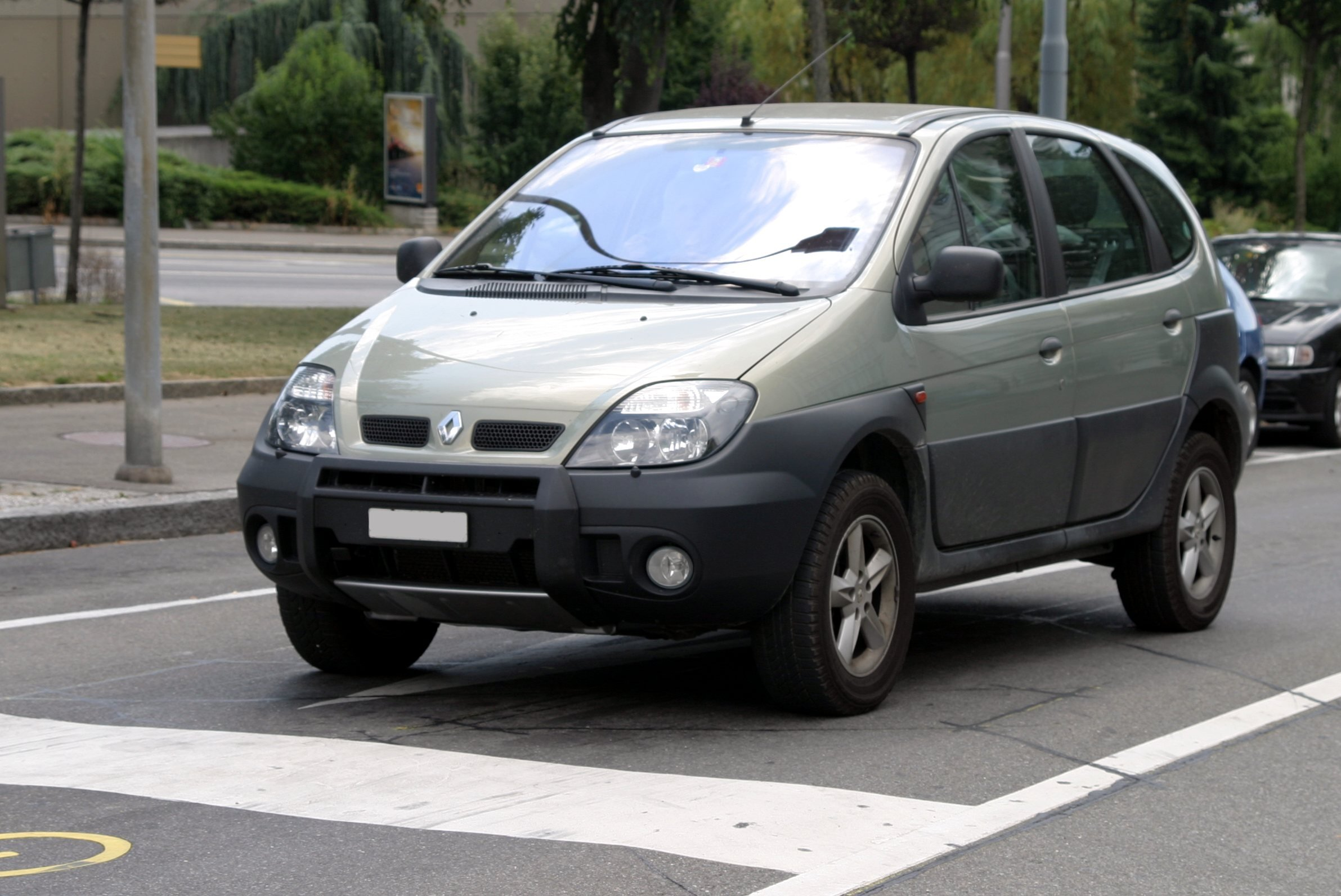
Una Scénic RX4

La commercializzazione della Scénic I fu avviata poco dopo la presentazione, sempre nell'autunno del 1999. All'inizio dell'anno seguente la gamma si ampliò con l'arrivo di una versione del tutto particolare, denominata Scénic RX4 e caratterizzata da una carrozzeria sempre di tipo monovolume, ma impostata con inedite caratteristiche l'avvicinarono maggiormente a un crossover SUV. Tali caratteristiche includevano: una maggior altezza da terra (ben 12 cm in più), una ruota di scorta a vista fissata sul portellone e l'assenza di verniciatura su paraurti, parafanghi e metà inferiore delle portiere. La presenza di una pesante ruota di scorta sul portellone comportò la modifica delle cerniere del portellone stesso, cosicché la RX4 fu l'unica Scénic I ad avere il portellone apribile solo di lato. Tecnicamente, la novità più saliente fu la presenza della trazione integrale. Per quanto riguarda le motorizzazioni disponibili, al suo debutto la RX4 fu commercializzata unicamente con il 2 litri da 140 CV disponibile anche nelle Scénic I normali. 

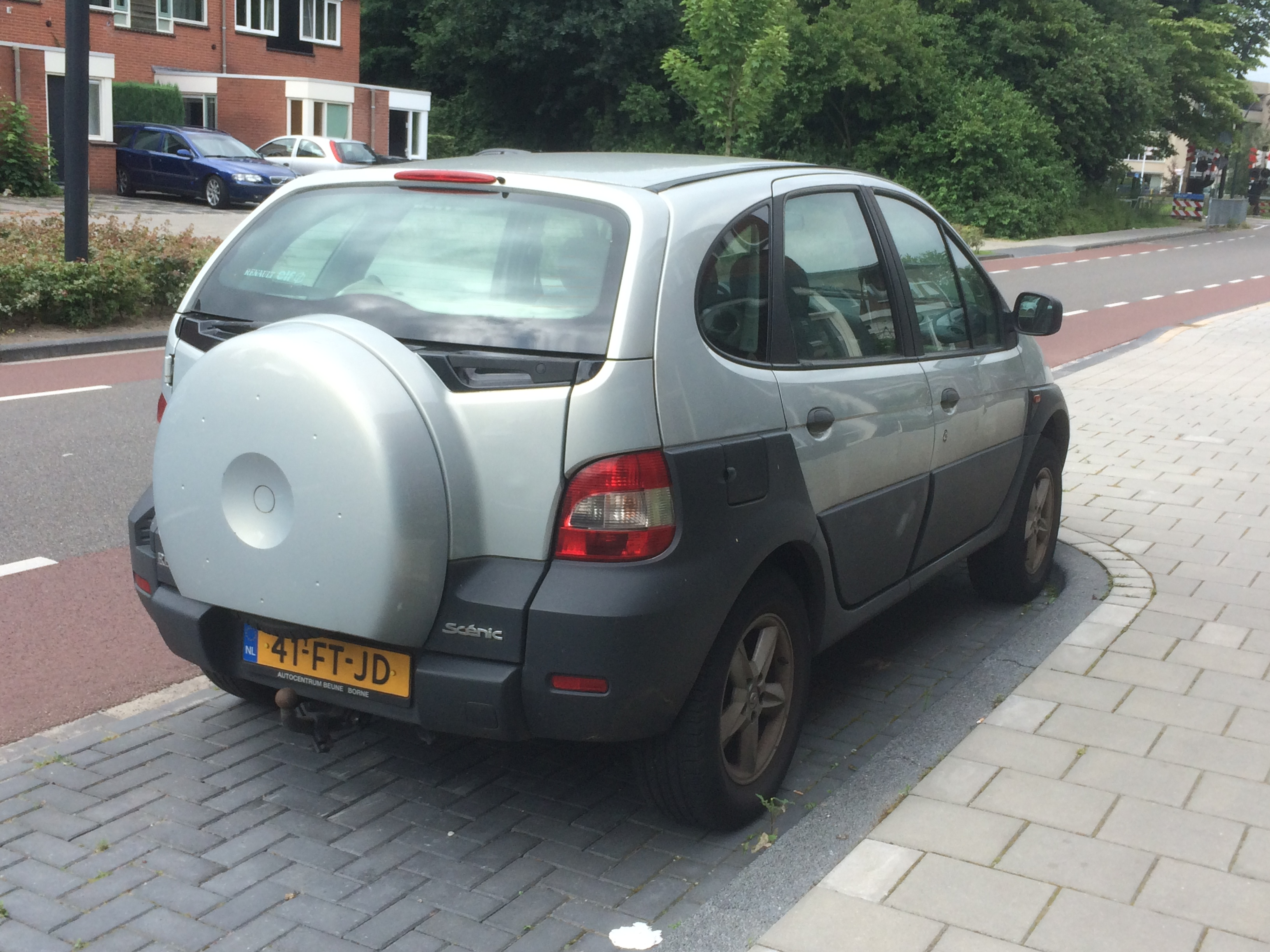
Posteriore di una Scenic RX4 del 2000; notare la ruota di scorta posta sul portellone come nei fuoristrada

Sempre nel corso del 2000 vi furono altre novità, tra cui spicca l'arrivo del nuovo 1.9 dCi che portò per la prima volta in casa Renault la tecnologia common rail. Tale unità motrice, basata sempre sul 1.9 già noto, erogava una potenza massima di 102 CV e venne anche impiegata come motorizzazione alternativa per la versione RX4, che poté così usufruire di un motore ben più parsimonioso rispetto al 2 litri a benzina con cui fu prevista fino a quel momento. L'introduzione del 1.9 dCi coincise con il pensionamento del 1.9 dTi da 98 CV, ma nel contempo venne introdotta una nuova motorizzazione a gasolio più economica, priva di tecnologia common rail ancorché a iniezione diretta, ma con potenza massima di 80 CV. Nei mercati dove veniva previsto il 1.9 aspirato a gasolio, la nuova unità da 80 CV andò prima ad affiancare e in seguito a sostituire il 1.9 D, mentre nei mercati ove quest'ultima motorizzazione non veniva prevista, si propose semplicemente come alternativa al 1.9 dCi. Sul fronte benzina, il 2000 vide anche l'introduzione di un motore 1.8 16v da 116 CV. Nel frattempo, l'entrata in vigore della normativa Euro 3 impose alcune rivisitazioni ai motori e alcuni di essi videro la propria potenza massima calare leggermente. Nel caso della Scénic I, ciò interessò in particolare il 2 litri che scese da 140 a 138 CV.
Per il 2001, la gamma della Scénic I fu aggiornata con l'arrivo di una più ricca dotazione di sicurezza, che incluse a questo punto anche gli airbag laterali e quelli a tendina, l'assistenza alla frenata di emergenza e l'ESP. Quest'ultimo dispositivo fu introdotto di serie su quasi tutta la gamma, ad eccezione delle versioni con cambio automatico e della versione RX4.
A questo punto la carriera della prima generazione della Scénic si avviò lentamente verso la fine: nel 2002 non si ebbero novità di sorta, anche se la gamma rimase sostanzialmente invariata. Nel 2003, la Scénic I venne definitivamente pensionata per far posto alla nuova generazione della monovolume compatta Renault, denominata Scénic II.

## Riepilogo caratteristiche
Di seguito vengono riepilogate le caratteristiche delle varie versioni previste per la gamma della Scénic I nel corso della sua carriera. In questo contesto non vengono prese in considerazione le Mégane Scénic, ma solo le Scénic I vere e proprie, nate dal restyling della Mégane Scénic. I prezzi riportati sono in euro e, salvo dove indicato diversamente nelle note, si riferiscono al livello di allestimento inferiore previsto e al momento del debutto nel mercato italiano.
| Renault Scénic I (1999-2003) |               |        |                |                                     |                |               |           |                    |              |                     |                    |                       |                       |                             |
| Modello | Carrozzeria   | Motore | Cilindrata cm³ | Alimentazione                       | Potenza CV/rpm | Coppia Nm/rpm | Trazione  | Massa a vuoto (kg) | Velocità max | Acceler. 0-100 km/h | Consumo (l/100 km) | Emissioni CO2/ (g/km) | Commercia- lizzazione | Prezzo al debutto (in euro) |
| Versioni a benzina |               |        |                |                                     |                |               |           |                    |              |                     |                    |                       |                       |                             |
| 1.4 16v | Monovolume    | K4J    | 1390           | Iniezione elettronica indiretta     | 95/6000        | 127/3750      | Anteriore | 1.235              | 173          | 12"9                | 7,5                | 168                   | 1999-031              | 17.323                      |
| 1.6 16v | Monovolume    | K4M    | 1598           | Iniezione elettronica indiretta     | 107/5750       | 148/3750      | Anteriore | 1.250              | 185          | 11"2                | 7,7                | 173                   | 1999-03               | 17.685                      |
| 1.8 16v | Monovolume    | F4P    | 1783           | Iniezione elettronica indiretta     | 116/5750       | 158/3750      | Anteriore | 1.250              | 189          | 10"3                | 8,3                | 180                   | 2001-03²              | 19.241                      |
| 2.0 16v | Monovolume    | F4R    | 1998           | Iniezione elettronica indiretta     | 140/5500       | 193/3750      | Anteriore | 1.290              | 196          | 10"2                | 8,4                | 190                   | 1999-2000             | 20.164                      |
| 2.0 16v | Monovolume    | F4R    | 1998           | Iniezione elettronica indiretta     | 138/5500       | 188/3750      | Anteriore | 1.290              | 196          | 10"2                | 8,4                | 190                   | 2000-01               | 20.602                      |
| 2.0 16v | Crossover-SUV | F4R    | 1998           | Iniezione elettronica indiretta     | 138/5500       | 188/3750      | Integrale | 1.390              | 180          | 11"9                | 9,9                | 224                   | 2000-03               | 23.598                      |
| Versioni a gasolio |               |        |                |                                     |                |               |           |                    |              |                     |                    |                       |                       |                             |
| 1.9 D | Monovolume    | F8Q    | 1870           | Diesel aspirato Iniezione indiretta | 65/4500        | 118/2250      | Anteriore | 1.250              | 152          | 18"9                | 7,2                | 184                   | 1999-01               | 20.645³                     |
| 1.9 dTi (80 CV) | Monovolume    | F9Q    | 1870           | Turbodiesel iniezione diretta       | 80/4000        | 160/2000      | Anteriore | 1.265              | 162          | 15"7                | 6                  | 152                   | 2000-01               | 22.695³                     |
| 1.9 dTi (80 CV) | Monovolume    | F9Q    | 1870           | Turbodiesel iniezione diretta       | 80/4000        | 200/2000      | Anteriore | 1.265              | 162          | 15"7                | 6                  | 152                   | 2001-03               | 19.363                      |
| 1.9 dTi (98 CV) | Monovolume    | F9Q    | 1870           | Turbodiesel iniezione diretta       | 98/4000        | 200/2000      | Anteriore | 1.265              | 174          | 12"7                | 6,2                | 157                   | 1999-00               | 19.750                      |
| 1.9 dCi | Monovolume    | F9Q    | 1870           | Turbodiesel common rail             | 102/4000       | 204/1500      | Anteriore | 1.290              | 180          | 11"9                | 6,2                | 157                   | 2000-03               | 21.016                      |
| 1.9 dCi | Crossover-SUV | F9Q    | 1870           | Turbodiesel common rail             | 102/4000       | 204/1500      | Integrale | 1.460              | 160          | 14"8                | 7,7                | 197                   | 2000-03               | 24.579                      |
| Note: 1Non previsto per alcuni mercati europei ²In Italia a partire dal 2002 ³Modello non previsto nel listino italiano: il prezzo indicato si riferisce agli ultimi esemplari commercializzati in Francia nel periodo indicato |               |        |                |                                     |                |               |           |                    |              |                     |                    |                       |                       |                             |

## La Scénic nel mondo
Per quanto riguarda gli stabilimenti europei in cui la Scénic I fu assemblata, va ricordato lo stabilimento principale, ossia quello di Douai, in Francia. Anche lo stabilimento belga di Vilvoorde fu preposto all’assemblaggio della monovolume francese, ma in seguito alla sua chiusura, l’assemblaggio venne trasferito a Palencia, in Spagna.
Ma la Scénic I fu prodotta e commercializzata anche in altre zone del mondo. Fu prodotta per esempio anche in Argentina, e la sua produzione continuò ancora per molti anni dopo l'arresto delle linee di assemblaggio in Francia, basti pensare che le ultime Scénic I argentine furono prodotte addirittura nel 2010.
Una Scénic ben più particolare fu quella prodotta in Iran dal costruttore Kish Khodro per la vendita nel mercato locale. La vettura, chiaramente imparentata con la Scénic europea e cominciò a essere prodotta nel 2004, però fu commercializzata con la denominazione di Veek, per poi dal 2005 mutare nuovamente nome in Sinad Veek. Esteticamente la Sinad Veek differiva dalla Scénic I per il frontale ridisegnato con gruppi ottici spostati più in basso. Come motore, la Sinad Veek montava un 1.6 a benzina della stessa famiglia del 1.6 europeo, ma con potenza ridotta a 92 CV.